# Jesper Christiansen
Jesper Ringsborg Christiansen (Roskilde, 24 de abril de 1978) é um futebolista profissional dinamarquês, que atua como goleiro

## Carreira
Christiansen se profissionalizou no Roskilde B.

## Seleção
Christiansen integrou a Seleção Dinamarquesa de Futebol na Copa do Mundo de 2002 e 2010.